# Полосатобрюхий тритон
Полосатобрюхий тритон (лат. Hypselotriton orphicus) — вид тритонов из рода восточноазиатских тритонов отряда хвостатых земноводных.

## Описание
Длина амфибий колеблется от 8,67 см (самцы) до 11,59 см (самки). Цвет от бурого до черного с ярко оранжевым брюхом. На животе имеются тёмные пятна. Окраска хвоста от яркой красно-оранжевой в базальной части до бледной оранжево-коричневой с чёрными пятнами в апикальной.

## Ареал
Эндемик юго-востока Китая. До недавнего времени был известен только в гористых областях (640 м над уровнем моря) близ Dayang, на северо-востоке провинции Гуандун. Однако в 2001 году некоторые особи были найдены в районе озера Tian Chi уезда Chaoan к 160 км к северо-востоку от места обычного распространения на высоте 1325 метров над уровнем моря.